# Purgstall (Gemeinde Geras)
Purgstall ist eine Ortschaft und eine Katastralgemeinde der Stadtgemeinde Geras im Bezirk Horn im niederösterreichischen Waldviertel mit 39 Einwohnern (Stand 1. Jänner 2024).

## Geografie
Das kleine Dorf befindet sich zwischen Dallein und Sallapulka und wird vom Steinhölzelbach entwässert, dem linken Quellfluss des Therasburger Baches. Durch den Ort führt die Landesstraße L1152. Am 1. April 2020 umfasste die Ortschaft 22 Adressen.

## Geschichte
Die Einwohner waren Waldbauern, die Ganzlehen oder Halblehen besaßen, unter ihnen waren aber auch einige Kleinhäusler. Schweickhardt wähnte Weizen, Korn, Hafer, Erdäpfel. Wicke, Linsen und Erbsen als deren Feldfrüchte; auch die Viehzucht war nicht unbedeutend, kam aber ohne Stallfütterung aus. Die Herrschaft unterhielt hier eine Schäferei.
Im Jahr 1822 wurde der Ort als Dorf mit zwölf Häusern genannt, das nach Sallapulka eingepfarrt war, wohin auch die Kinder eingeschult wurden. Die Herrschaft Oberhöflein besaß die Ortsobrigkeit, besorgte die Konskription und hatte die Grundherrschaft inne. Die Landgerichtsbarkeit wurde von der Herrschaft Limberg ausgeübt.
Laut Adressbuch von Österreich waren im Jahr 1938 in der Ortsgemeinde Purgstall ein Gastwirt und mehrere Landwirte mit Direktvertrieb ansässig.